# Juan Izquierdo Alcaide
Juan Izquierdo Alcaide (Llíria, 1867 - 1958) fou un advocat i polític valencià, diputat a les Corts Espanyoles durant la restauració borbònica.

## Biografia
Era germà del també diputat Teodoro Izquierdo Alcaide. Estudià dret a la Universitat de València i treballà com a periodista a El Noticiero. Després es va afiliar al Partit Liberal, amb el qual fou diputat provincial pel districte de Llíria-Sagunt de 1898 a 1903 i vicepresident el 1903. Posteriorment es va integrar en el corrent dirigit pel comte de Romanones, amb el qual fou elegit diputat pel districte de Llíria a les eleccions generals espanyoles de 1916, 1918, 1919, 1920 i 1923.